# 542926 Manteca
542926 Manteca è un asteroide della fascia principale. Scoperto nel 2007, presenta un'orbita caratterizzata da un semiasse maggiore pari a 3,1176614 au e da un'eccentricità di 0,1386431, inclinata di 11,68943° rispetto all'eclittica.
L'asteroide è dedicato all'astronomo spagnolo José Manteca.